# 煙道ガス

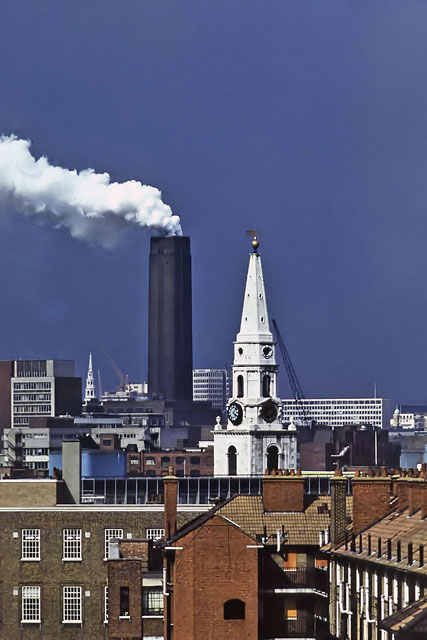
ロンドンのバンクサイド発電所からの煙道ガス。1975年撮影。

煙道ガス（えんどうガス、Flue gas）とは、暖炉、オーブン、炉、ボイラー、または蒸気発生装置などから排出される排気ガスを煙道を通じて大気に排出されるガスのことである。これは、発電所での燃焼排気ガスを指すことも多い。発電所の排気ガスから汚染物質を除去する技術も存在する。
化石燃料の燃焼は一般的な排気ガス源である。これらは通常、大気とともに燃焼されるため、化石燃料の燃焼による煙道ガスの大部分は窒素、二酸化炭素、水蒸気である。

## 概要
煙道ガスは、暖炉、オーブン、炉、ボイラー、または蒸気発生装置などから、煙道を通じて大気中に排出されるガスのことを指す。

## 発電所
多くの場合、排気ガスは発電所で生成される燃焼ガスを指す。その組成は燃焼物質によって異なるが、通常は主に燃焼空気由来の窒素（およそ2/3以上）、二酸化炭素、水蒸気、および余剰酸素（燃焼空気に由来）から構成される。さらに、粒子状物質（すすなど）、一酸化炭素、窒素酸化物、硫黄酸化物などの少量の汚染物質も含まれている。

### 浄化

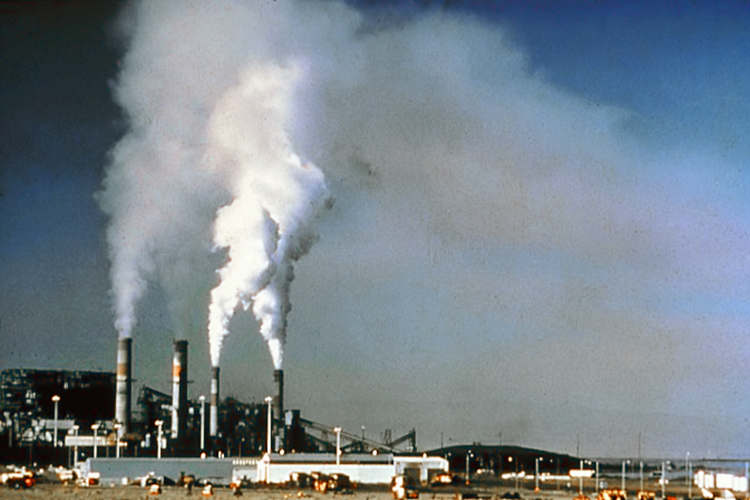
煙道ガス脱硫設備が設置される前のニューメキシコ州のフォーコーナーズ発電所からの排出物には、過剰量の硫黄酸化物が含まれていた。

発電所では多くの場合、煙道ガスは一連の化学プロセスや洗浄塔で処理される。電気集塵装置やバグフィルタには、粒子状物質を除去し、石炭などの化石燃料の燃焼によって生成される二酸化硫黄を特に回収する煙道ガス脱硫装置が含まれている。窒素酸化物の生成を防止するために、燃焼プロセスの改良、またはアンモニアや尿素との高温反応や触媒反応によって処理される。いずれの場合も、窒素酸化物ではなく窒素ガスを生成することが目的である。アメリカでは、煙道ガスから水銀を除去する技術の展開が急速に行われており、典型的には吸着剤や煙道ガス脱硫生成物の一部として不活性固体により回収されている。このような浄化操作が、硫黄の有意な回収、さらなる産業利用につながっている。
煙道ガスから、二酸化炭素を回収するための、アミンによる再生式の回収技術は、高純度の二酸化炭素ガス供給や、増進回収法のために導入されてきた。これらの技術は、二酸化炭素除去の手段または、二酸化炭素を長期貯蔵するための回収手法として積極的に研究されており、商業的にも限定的ながら実施され始めている（例：1996年から稼働している北海のスレイプナーガス田など）。
現在、発電所から排出される汚染物質を除去するための、実証済みの利用可能な技術が数多く存在する。また、より多くの大気汚染物質を除去する技術についても、継続的に研究が進められている。

## 化石燃料
化石燃料のほとんどは、大気により燃焼される（純酸素との燃焼とは異なる）。大気には、約79v/v％の窒素ガスが含まれており、これは基本的には不燃物である。よって、ほとんどの化石燃料の燃焼による煙道ガスの大部分は未燃焼の窒素である。また、二酸化炭素は、窒素の次に多く含まれる成分であり、煙道ガスの体積の約10・25％以上になることがある。これらに次いで多く含まれるのは、燃料中の水素と大気中の酸素との反応によって生成される水蒸気である。煙突から立ち上る「煙」の大部分はこの水蒸気であり、冷たい空気と接触することで雲を形成する。
化石燃料の燃焼による典型的な煙道ガスには、ごく微量の窒素酸化物、二酸化硫黄、および粒子状物質が含まれている。窒素酸化物は、化石燃料に含まれる窒素含有化合物と同様に、大気中の窒素からも由来する。二酸化硫黄は、燃料中の硫黄含有化合物から生成される。粒子状物質は、非常に小さな固体粒子と非常に小さな液滴で構成されており、これらが煙道ガスの見た目を煙のようにしている。
大規模な発電所の蒸気発生装置や、精油所、石油化学工場、化学工場、および焼却炉などの工業炉は、大量の化石燃料を燃焼するため、大量の煙道ガスを大気中に放出する。以下の表には、天然ガス、重油、石炭などの化石燃料を燃焼させることによって通常生成される燃焼ガスの総量が示されている。データは、化学量論計算によって得られた。
石炭の燃焼によって発生する湿性煙道ガスの総量は、天然ガスの燃焼によって発生する煙道ガスの量よりもわずかに10％多い（乾性煙道ガスの比率はもっと高い）。

### 化石燃料の燃焼による煙道ガス排出物の成分
| 燃焼データ                                      | ガス燃料 | 重油    | 石炭   |
| 燃料特性:                                       |          |         |        |
| ----------------------------------------------- | -------- | ------- | ------ |
| 総カロリー値, MJ/m3                             | 43.01    |         |        |
| 総発熱量, Btu/scf                               | 1,093    |         |        |
| 総カロリー値, MJ/kg                             |          | 43.50   |        |
| 総発熱量, Btu/gal                               |          | 150,000 |        |
| 総カロリー値, MJ/kg                             |          |         | 25.92  |
| 総発熱量, Btu/lb                                |          |         | 11,150 |
| 分子量                                          | 18       |         |        |
| 比重                                            |          | 0.9626  |        |
| API比重, °API                                   |          | 15.5    |        |
| 炭素/水素 質量比                                |          | 8.1     |        |
| 質量パーセント（炭素）                          |          |         | 61.2   |
| 質量パーセント（水素）                          |          |         | 4.3    |
| 質量パーセント（酸素）                          |          |         | 7.4    |
| 質量パーセント（硫黄）                          |          |         | 3.9    |
| 質量パーセント（窒素）                          |          |         | 1.2    |
| 質量パーセント（灰）                            |          |         | 12.0   |
| 質量パーセント（水分）                          |          |         | 10.0   |
| 燃焼用空気:                                     |          |         |        |
| 余剰燃焼空気, %                                 | 12       | 15      | 20     |
| 湿式煙道ガス:                                   |          |         |        |
| 燃料における湿式排気ガスの量, m3/GJ             | 294.8    | 303.1   | 323.1  |
| 燃料における湿式排気ガスの量, scf/106（英熱量） | 11,600   | 11,930  | 12,714 |
| 湿式排気ガス中の二酸化炭素（体積パーセント）    | 8.8      | 12.4    | 13.7   |
| 湿式排気ガス中の酸素（体積パーセント）          | 2.0      | 2.6     | 3.4    |
| 湿式排気ガスの分子量                            | 27.7     | 29.0    | 29.5   |
| 乾式煙道ガス:                                   |          |         |        |
| 燃料における乾式排気ガスの量, m3/GJ of fuel     | 241.6    | 269.3   | 293.6  |
| 燃料における乾式排気ガスの量, scf/106（英熱量） | 9,510    | 10,600  | 11,554 |
| 乾式排気ガス中の二酸化炭素（体積パーセント）    | 10.8     | 14.0    | 15.0   |
| 乾式排気ガス中の酸素（体積パーセント）          | 2.5      | 2.9     | 3.7    |
| 乾式排気ガスの分子量                            | 29.9     | 30.4    | 30.7   |

「m3」は0 ℃および101.325 kPaの標準気温および標準圧力での標準立方メートルであり、「scf」は60 °Fおよび14.696 psiaでの標準気温および標準圧力での標準立方フィートである。